# Sian Ka'an

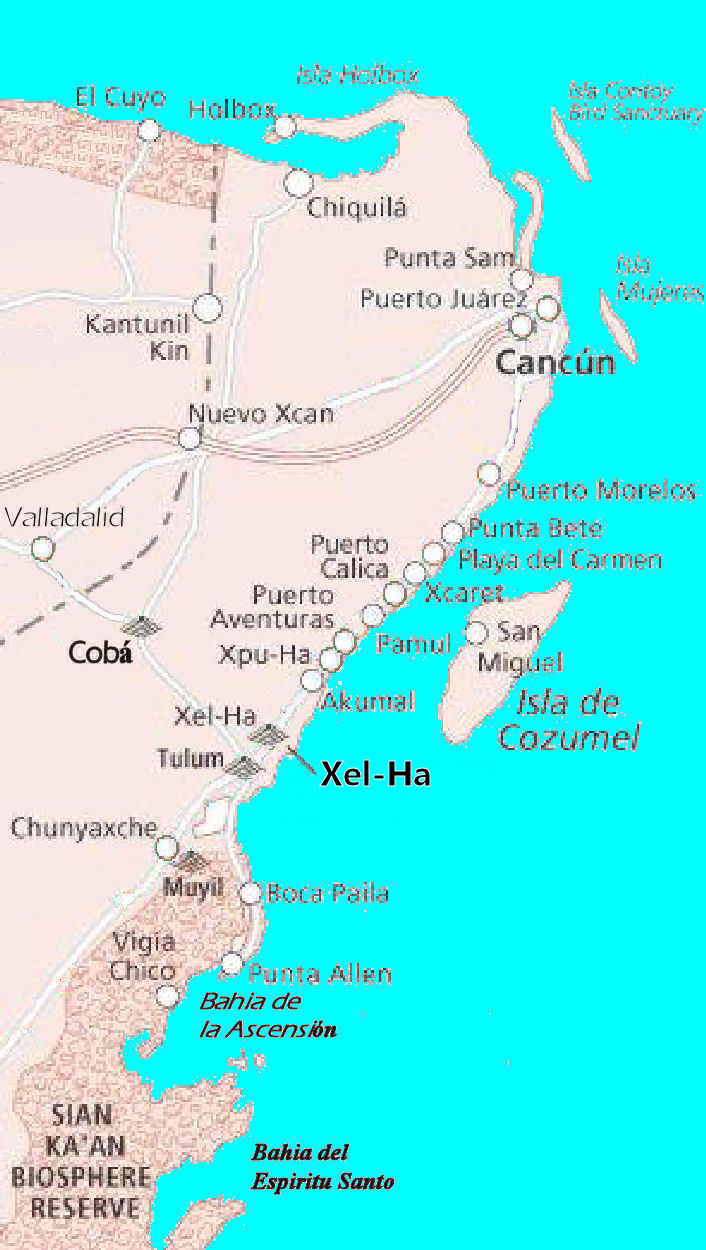
Mexikanische Karibik: Sian Ka'an begrenzt die touristische Erschließung nach Süden hin

Sian Ka'an ist ein Nationalpark in Mexiko. Er befindet sich auf der Ostseite der Halbinsel Yucatán im Bundesstaat Quintana Roo. Sein Gebiet wurde 1986 als Nationalpark und als Biosphärenreservat der UNESCO ausgewiesen und gehört seit 1987 zum Weltnaturerbe. Der Name Sian Ka'an stammt aus der Maya-Sprache und bedeutet sinngemäß Ort, wo der Himmel geboren wurde.
Der Nationalpark umfasst eine Gesamtfläche von 5.280 km², bestehend aus Tropischem Regenwald, Feuchtgebieten, Küsten- und Meeresökosystemen. 1994 wurden südlich des Reservates weitere ca. 1.000 km² Fläche unter Schutz gestellt. Das dortige Gebiet nennt sich Zone für Flora und Fauna, Uaymil, zählt jedoch, obwohl direkt benachbart, nicht zum Biosphärenreservat der UNESCO.
Es gibt fünf offizielle und kontrollierte Zugänge zum Schutzgebiet. Sie befinden sich in Pulticub, Santa Teresa, Chumpon, Chunyaxché und Chac Mool. Zugangskontrollen und Bewirtschaftung (u. a. Parkwächter, Eintrittsgelder) obliegen dem Bundesamt für Umwelt und Natürliche Ressourcen (SEMARNAT).

## Geografie
Sian Ka'an liegt auf dem Gebiet der beiden Municipios Tulum und Felipe Carrillo Puerto zwischen 19°05' bis 20°06' nördlicher Breite und 87°30' bis 87°58' westlicher Länge. Der Festlandteil des Nationalparks ist flach und ohne Erhebungen; er steigt vom Meeresniveau ausgehend auf eine Höhe von bis zu 10 m an.
Das Biosphärenreservat liegt zum Teil auf der Kalktafel der Halbinsel Yucatán und schließt Teile des ausgedehnten Riffsystems der karibischen Küste mit ein. Im Kalksteinuntergrund gibt es viele Einstürze (Cenotes), die mit Süßwasser gefüllt sind. Teile des weltweit längsten bekannten Unterwasserhöhlensystems Sistema Ox Bel Ha liegen am Nordrand von Sian Ka'an.
Das Klima ist tropisch heiß. Die Karibikküste ist ein Haupteinfallstor für Hurrikane.

## Habitate, Tiere und Pflanzen

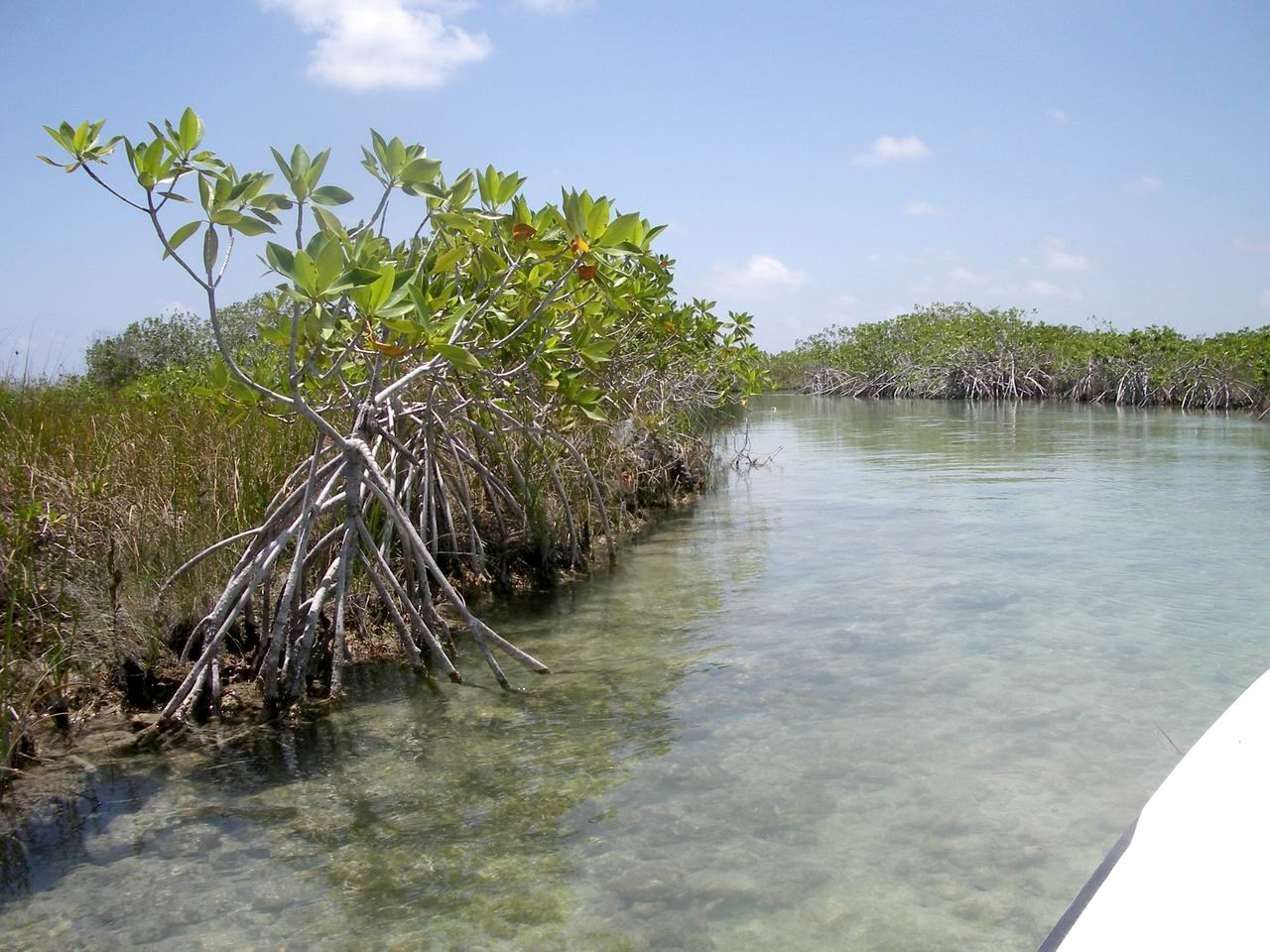
Mangroven befestigen die Ufer des Kanals, der das Süßwasser der Chunyaxché-Lagune ins Meer führt

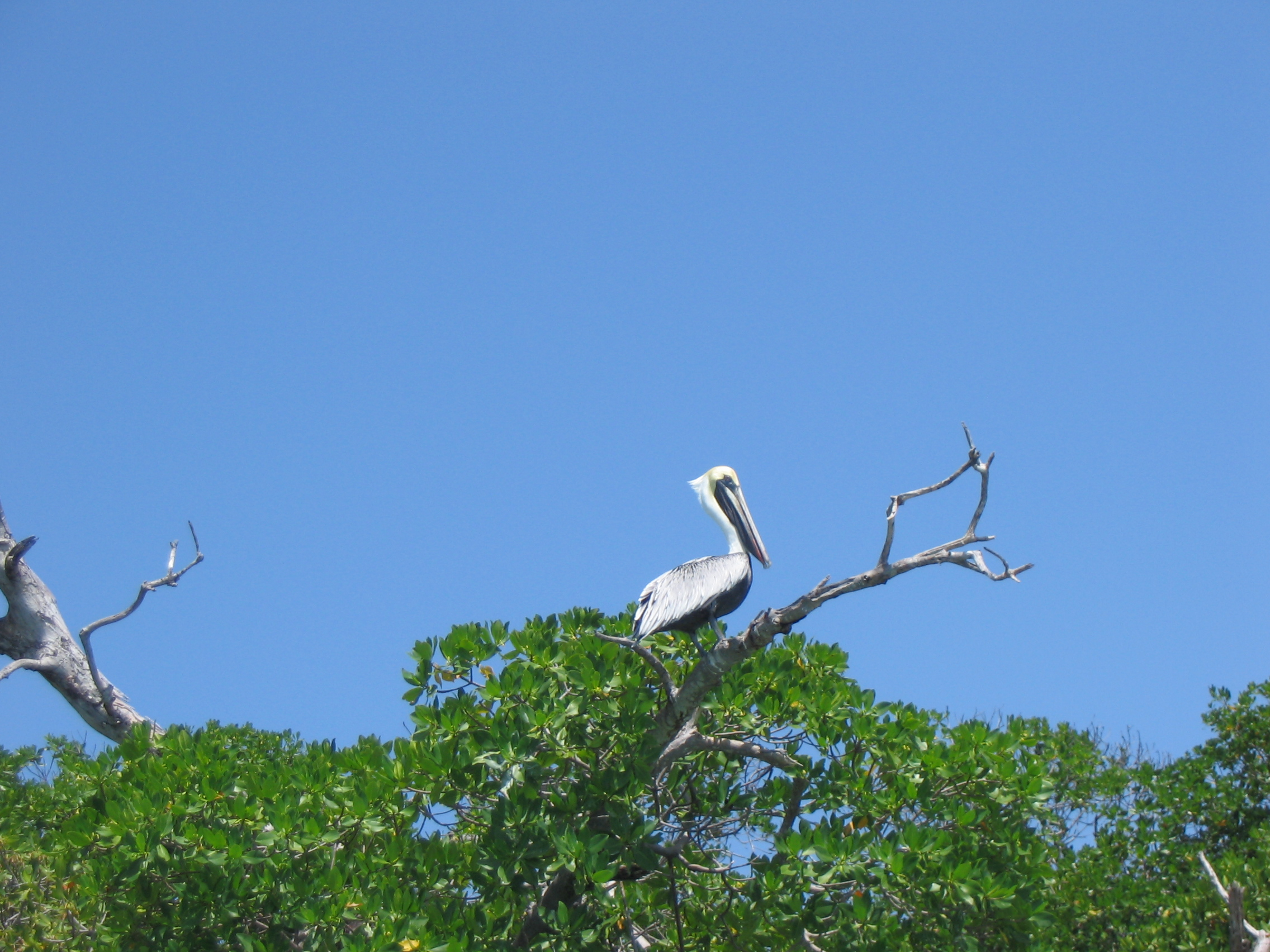
Pelikan im Ansitz auf Beute

Laut UNESCO-Bericht finden sich hier mittelhohe tropische Trockenwälder, mittlere und niedrige Tropische laubabwerfende Wälder, Feuchtsavannen mit Palmen, Süß- und Salzwassersümpfe mit herausragenden Bauminseln (engl. Hummocks), Mangroven und Dünen.
Insgesamt wurden bis 1999 (Stand des UNESCO-Berichtes) 4.000 Pflanzenarten und 28 Säugetierarten einschließlich fünf Katzenarten, Jaguar, Puma, mittelamerikanischem Tapir und karibischem Manati aufgefunden. In der großen Vielfalt aquatischer Lebensräume finden sich verschiedenste Seevögel und Watvögel. In den vielzähligen Lagunen, Kanälen, Meeresbuchten und Korallenriffen lebt eine reiche Wasserwelt. Es ist zu erwarten, dass im Rahmen der wissenschaftlichen Forschungsprojekte weitere Tier- und Pflanzenarten gefunden werden.
Ca. 2.800 km² der Reservatfläche sind als Kernzonen des Schutzgebietes ausgewiesen. Die sogenannten Pufferzonen umfassen die restlichen fast 2.500 km²; sie schaffen einen Übergang zu den umliegenden nicht geschützten Gebieten.

## Bewohner und Nutzung
Das Biosphärenreservat ist größtenteils für die menschliche Besiedelung gesperrt. Laut UNESCO gibt es 800 Einwohner (1999), hauptsächlich Maya. Sie leben im Schutzgebiet und betreiben hier Subsistenzlandwirtschaft und Fischerei. Die größte Siedlung, Punta Allen, ein ehemaliges Fischerdorf, ist heute ein Resort für sanften Tourismus.
Die nichtstaatliche Organisation CeSiaK unterhält im Norden des Schutzgebietes seit 1998 ein Informationszentrum mit angeschlossenem Hotel, bietet geführte Touren durch das Reservat an und veranstaltet Vorträge und Bildungsmaßnahmen zu Ökosystemen und Artenschutz. Projekte zur Umwelterziehung richten sich vor allem an die Grundschüler des nahe gelegenen Tulum; das Bildungsprogramm wird aus den Touristik-Einnahmen des Informationszentrums finanziert.
Die zunehmende Erschließung der mexikanischen Karibikküste für den Fremdenverkehr, die von den im Norden liegenden Touristenzentren Cancún und Playa del Carmen ausgeht, übte einen hohen Druck auf das Schutzgebiet aus, da das Biosphärenreservat das touristische Expansionsgebiet nach Süden hin begrenzt. Ausflüge in das Reservat sind als hochwertiges Freizeitangebot in Touristikstrategien einbezogen.
Darüber hinaus sind Teile der Halbinsel Boca Paila für den hochpreisigen Verkauf an Privatpersonen bzw. Investoren vorgesehen oder bereits freigegeben, was zukünftig eine enorme zusätzliche anthropogene Belastung des Biosphärenreservates bedeutet.

## Archäologische Stätten

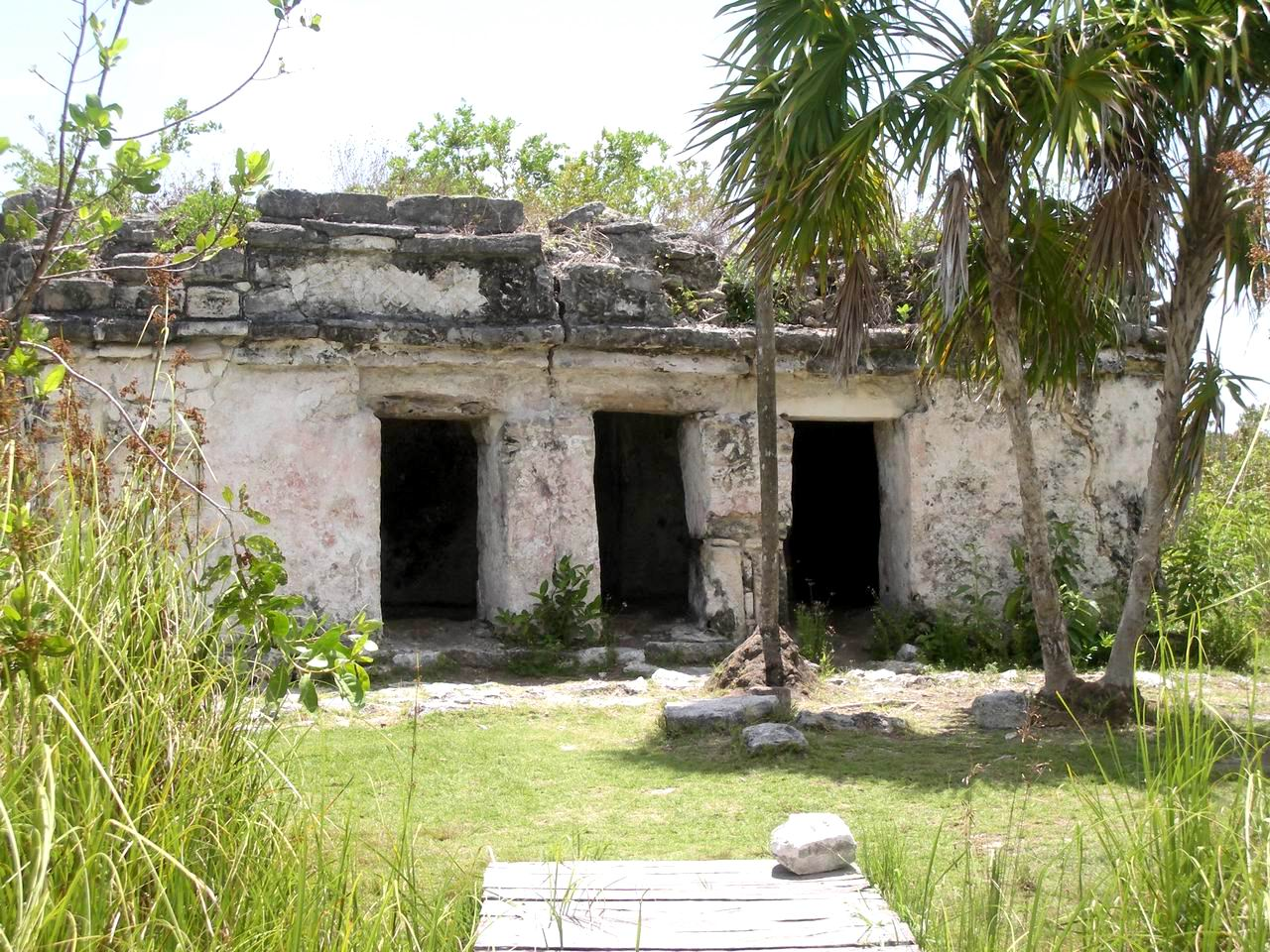
Sian Ka'an: Xlahpak-Tempel Watch of the Lake

Im Nationalpark befinden sich ca. 20 bisher entdeckte archäologische Stätten. Es handelt sich dabei um Mayastätten aus dem 13. bis 16. Jahrhundert. Die bekannteste davon ist Muyil (Chunyaxché). Die Ruinen von Muyil befinden sich ca. 20 km südwestlich von Tulum. Die Fernstraße Highway 307 Cancún-Chetumal ist durch diese archäologische Stätte hindurch gebaut.
Muyil war in der Maya-Klassik (250 bis 900) bereits besiedelt, die Bauwerke stammen jedoch im Wesentlichen aus der postklassischen Periode (900 bis 1500). Ähnlich wie in Tulum war der Zeremonialbezirk wohl von einer Mauer umgeben. Die Stadt war vermutlich bis zur weitgehenden Eroberung der Karibikküste durch die Spanier um 1550 bewohnt.
Etwa 5 km südöstlich steht der kleine Tempel Xlahpak unweit des Süßwasserauslasses der Chunyaxché-Lagune. Weitere Stätten liegen auf der Halbinsel Boca Paila, einer schmalen langen Halbinsel, die das Schutzgebiet im Nordosten zum Karibische Meer in abgrenzt. Sie wird auf halber Länge von einem ca. 20 m breiten Gezeitenkanal unterbrochen. An ihrer Südspitze liegt Punta Allen. Der Name Boca Paila bedeutet flacher Mund.

## Weiteres
Mit der Gründung des Nationalparkes 1986 bildete sich die Vereinigung der Amigos de Sian Ka’an (Freunde von Sian Ka’an), die im Interesse der Regionalentwicklung des im Wesentlichen vom Tourismus abhängigen Bundesstaates Quintana Roo moderne Konzepte zur Erhaltung und Bewirtschaftung des Biosphärenreservates Sian Ka’an und weiterer Schutzgebiete an der Karibikküste ausarbeitet, und politisch wie gesellschaftlich befördert. Sie arbeitet eng mit den zuständigen staatlichen Behörden, den Regional- und Kommunalverwaltungen sowie der in den Tourismus eingebundenen Wirtschaft der Costa Maya zusammen.